# Chokutō

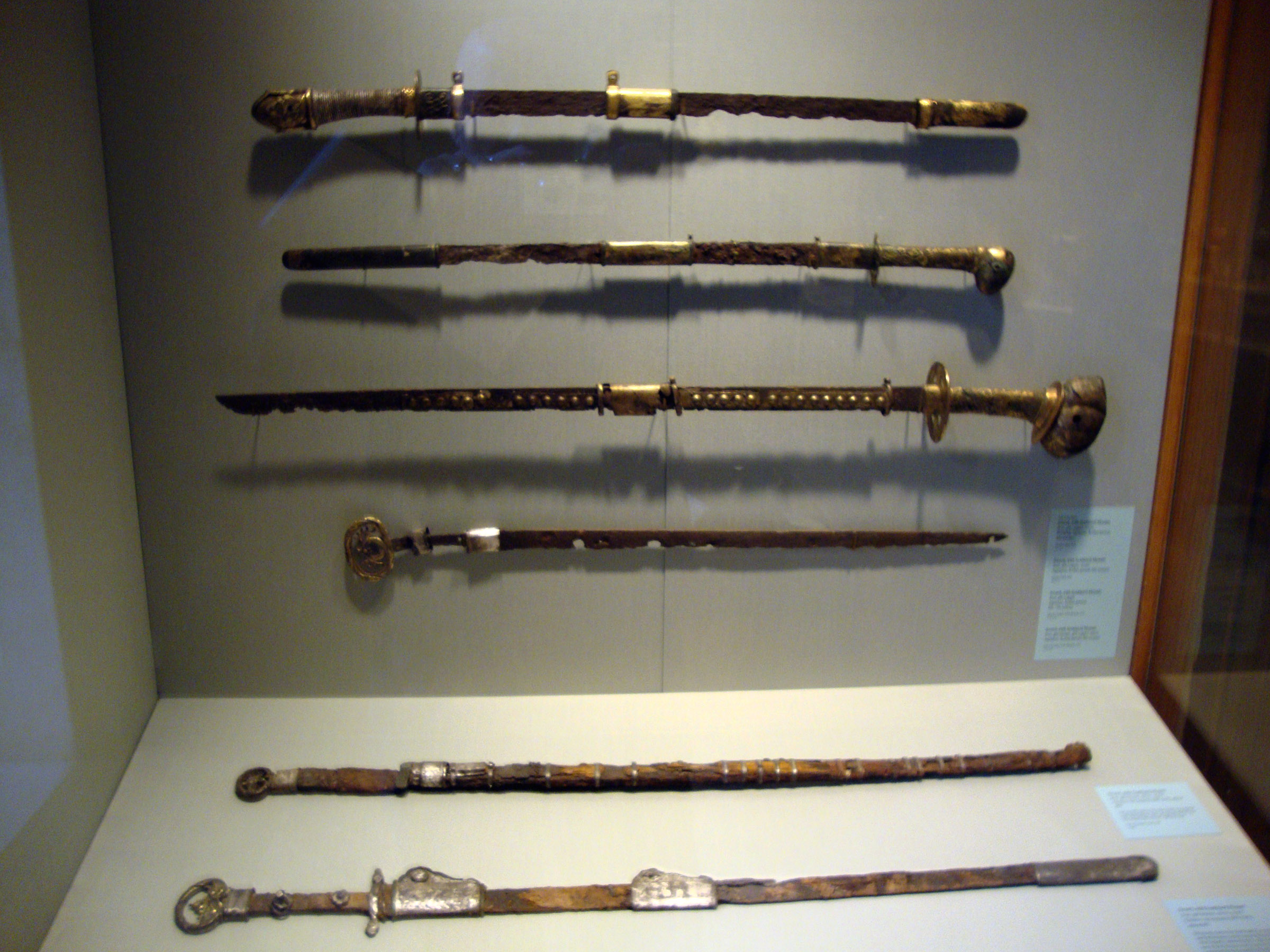
Chokuto

Il chokutō (直刀?)è una spada giapponese dritta e monofilare. Secondo molte fonti si tratta di un'arma ispirata al Tang dao cinese.

## Storia
Quest'arma venne inventata nel periodo Taika mentre in Cina regnava proprio la dinastia Tang. Per tutto il periodo fu utilizzata come arma principale dai guerrieri dell'antichissimo giappone. Quest'arma vide il suo declino intorno all'anno mille in seguito all'invasione mongola del Giappone, dove venne modificata in katana. Tuttavia i chokuto (con tempra e forgiatura diversa da quelli originali) venivano spesso utilizzati dai ninja sfruttando la loro occultabilità, prendendo il nome di ninjatō.